# 태풍 링링 (2019년)
태풍 링링(영어: Typhoon Lingling)은 2019년의 제13호 태풍이다. 링링은 홍콩에서 제출한 이름으로 소녀의 애칭이다.
2012년 태풍 볼라벤을 뛰어넘는 역사상 조선민주주의인민공화국에 상륙한 태풍 가운데 가장 강했으나 2020년 제8호 태풍 바비가 이를 뛰어넘었다.

## 태풍의 진행
9월 2일 오전 9시에 중심기압 1000hPa, 최대풍속 18m/s, 강풍 반경 280km(북동쪽 반경), 크기 '소형'의 열대폭풍으로 필리핀 마닐라 동쪽 약 560km 부근 해상에서 발생하였다.(일본 기상청 태풍정보 속보치 기준) 발생 이후 북북서~북동진하며 서서히 발달하다가 기압 945hPa, 최대풍속 46m/s(일본 기상청 태풍정보 속보치 기준)의 세력으로 상륙하였다. 일본 미야코지마시를 관통한 뒤 동중국해에 진출한 9월 5일 오후 3시에 일본 오키나와 서남서쪽 약 320km 부근 해상에서 중심기압 940hPa, 최대풍속 46m/s, 강풍 반경 390km(동쪽 반경)의 세력 '매우 강', 크기 '중형'(일본 기상청 태풍정보 기준)의 태풍으로 최성기를 맞이하였다.(일본 기상청 태풍정보 속보치 기준) 최성기 세력을 지하 동중국해에서 북진하면서 북위 30도를 지나면서 서서히 약화되어가며 이동 속도가 빨라졌고, 동경 125도를 따라가면서 계속 북진하다가 서서히 북북동진을 하였다. 9월 7일 오전 6시에 대한민국 전라남도 목포시 서쪽 약 140km 부근 해상을 최성기 세력에서 어느 정도 약화된 중심기압 965hPa, 최대풍속 39m/s, 강풍 반경 560km(남동쪽 반경)의 세력 '강', 크기 '대형'의 태풍으로 통과하였다. 서해상을 빠른 속도로 북~북북동진하며 서서히 약화되어가면서, 한국 기상청 기준으로는 9월 7일 오후 2시 30분에 조선민주주의인민공화국 황해남도 해주시 남서쪽 약 30km 부근 육상(북한 황해남도 옹진군)에 중심기압 970hPa, 최대풍속 35m/s의 세력으로 상륙하였다. 일본 기상청 기준으로는 9월 7일 오후 3시에 북한 황해남도 옹진군에 중심기압 970hPa, 최대풍속 36m/s(일본 기상청 태풍정보 속보치 기준)의 세력으로 상륙하였다. 북한 황해남도 옹진군 상륙 뒤 빠른 속도로 북~북북동진하며 온대저기압화가 진행되어서, 한국 기상청 기준으로는 9월 8일 오전 9시에 러시아 블라디보스토크 북서쪽 약 160km 부근 육상(중국 헤이룽장성 무단장 시 둥닝 현)에서 중심기압 985hPa의 온대저기압으로 변질되었다. 일본 기상청 기준으로는 9월 8일 오전 9시에 러시아 블라디보스토크 북북서쪽 약 437km 부근 육상(중국 헤이룽장성 자무쓰 시 화촨 현)에서 중심기압 984hPa의 온대저기압으로 변질되었다.

## 기록
태풍 링링으로 인해 일본 미야코지마시 미야코 공항에서 9월 5일 12시 22분에 순간최대풍속 61.2m/s를 기록하였고, 일본 미야코지마시 공식 관측소에서 9월 5일 12시 15분에 순간최대풍속 59.6m/s를 기록하였다. 또한 오후 2시에 최저해면기압 940.5hPa을 기록하기도 했다. 또한 일본 미야코지마시 시모지섬에서 9월 5일 12시 49분에 순간최대풍속 58.1m/s를 기록하였고, 오후 1시에 최대풍속도 46.5m/s를 기록하였다. 또한 9월 7일 오전 6시 28분에 대한민국 전라남도 신안군 흑산도에서 순간최대풍속 54.4m/s를 기록하였다. 그리고 태풍 링링은 조선민주주의인민공화국에 상륙한 태풍 중에서 가장 강력한 태풍이었지만 2020년 제8호 태풍 바비가 이를 뛰어넘었다.

## 사후 분석
태풍 링링의 10분 평균 최대풍속은 90kt에서 95kt(약 49m/s)로 상향 조정했다. 또한 북한 상륙시의 10분 평균 최대풍속은 70kt에서 60kt(약 31m/s, 세력 '중')으로 하향 조정되었다.

## 같이 보기
- 2019년 태풍